# Consiliul Nordic
Consiliul Nordic și Consiliul Nordic de Miniștri sunt foruri internaționale de cooperare între țările nordice. Consiliul Nordic este organul de cooperare interparlamentar, iar Consiliul Nordic de Miniștri este organul de cooperare interguvernamental.
În 1946 miniștrii de justiție din Norvegia, Suedia și Danemarca au decis organizarea unui comitet pentru cooperare inter-nordică.
În februarie 1953 Consiliul Nordic a luat ființă. În 1956 i s-a alăturat și Finlanda.
În 2009 Consiliul avea 87 de membri, aleși dintre membrii parlamentelor naționale, reflectând reprezentarea partidelor în parlamente. Fiecare delegație națională are un secretariat propriu în parlamentul național.
Sesiunea consiliului se ține o dată pe an, toamna, iar primăvara se ține o așa-numită „sesiune tematică”. 

## Secretarii generali
- Norvegia: Emil Vindsetmoe 1971–1973
- Norvegia: Helge Seip 1973–1977
- Norvegia: Gudmund Saxrud  1977–1982
- Finlanda: Ilkka-Christian Björklund 1982–1987
- Finlanda: Gehard af Schultén 1987–1989
- Norvegia: Jostein Osnes 1990–1994
- Suedia: Anders Wenström 1994–1996
- Islanda: Berglind Ásgeirsdóttir 1996–1999
- Norvegia: Frida Nokken 1999–2007
- Finlanda: Jan-Erik Enestam 2007–